# Henri Ritzen (schilder)
Henri Ritzen (Schinnen, 21 mei 1892 - aldaar, 22 september 1976) was een Nederlandse kunstschilder. Ritzen is onder andere bekend geworden door het schilderen van landschappen en religieuze voorstellingen.

## Biografie
Ritzen volgde lessen op de School voor Beeldende Kunsten in Roermond en op de Middelbare Kunstnijverheidsschool (opvolger van de Stadsteekeninstituut) in Maastricht. Zijn leermeesters waren Jos Postmes en Henri Jonas.
Ritzen debuteerde in 1933 met exposeren van zijn werk in zijn woonplaats Schinnen. Ook exposeerde hij op groepstentoonstellingen georganiseerd door de Limburgse Kunstkring in het Stedelijk Museum in Maastricht.
In 1939-1940 zijn drie werken van Ritzen te zien op de tentoonstelling ‘Onze kunst van heden’ in het Rijksmuseum te Amsterdam. Naar aanleiding van deze tentoonstelling werden er twee werken van hem geselecteerd voor een expositie in Brussel.
Ritzen leek zijn hoogtepunten te hebben gehad in de periode voor de Tweede Wereldoorlog. Zijn schilderijen uit die periode staan symbool voor het Limburgs volksgevoel en religiositeit. In de periode na de oorlog had hij nog  diverse exposities In Limburg die ook lokaal aandacht trokken.
Ritzen was geen fulltime kunstschilder, hij was ook jarenlang tekenleraar op een avond-LTS in Sittard en lokaal ondernemer. Daarnaast was hij actief in de lokale culturele gemeenschap en vrijwilliger binnen de kerk. Op latere leeftijd ontwikkelde hij zich meer als een moderne abstracte schilder waarbij grote kleurvlakken hard tegen elkaar werden gezet.

## Erkenning
In 1972 werd Ritzen als eerste inwoner in de geschiedenis tot ereburger benoemd van de gemeente Schinnen.
In 2001 werd Ritzen herdacht met een expositie in Schinnen en werd er een monografie over hem uitgebracht.

## Monografie
- Ben Van Melick en Gustaaf Begas, Uitgestelde vernieuwing: Henri Ritzen, schilder (1892-1976). Rosbeek, 2001 ISBN 9789073367265.

## Trivia
Voor de Mariakapel Catsop in de gemeente Stein verzorgde Ritzen de muur- en plafondschildering die in vier taferelen de legende van Winandus van Meers uitbeeldt.

## Galerij

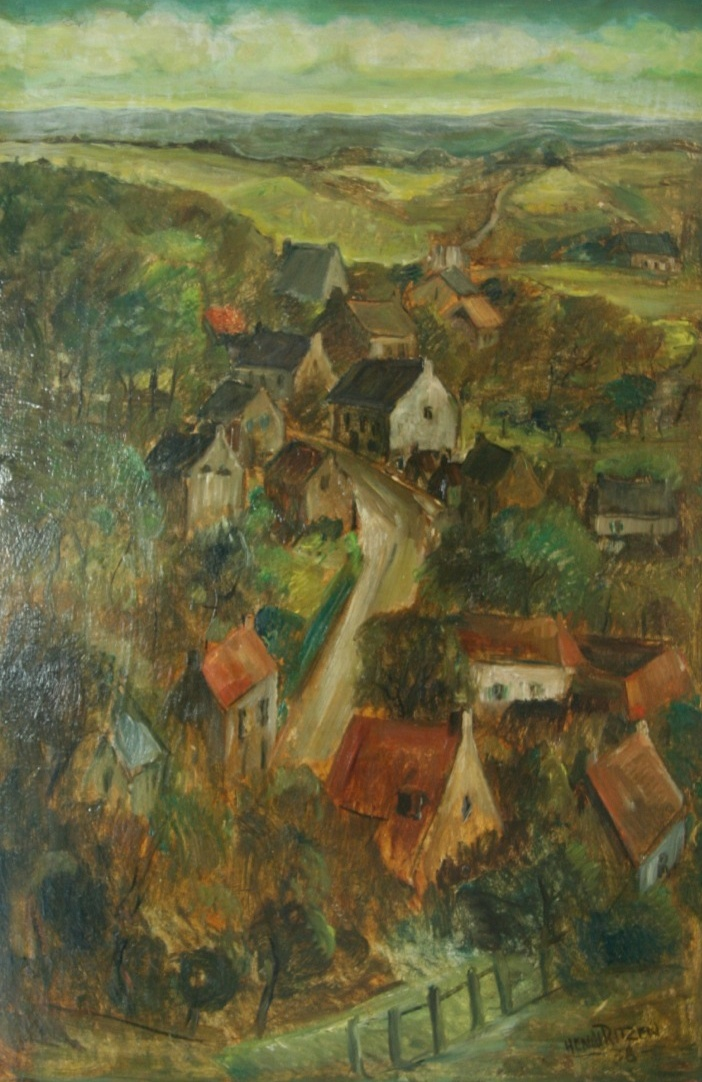
Landschap Vaesrade vanaf de Thullerhei, 1938

- Biografisch Portaal: 09760880
- RKD-Nederlands Instituut voor Kunstgeschiedenis: 67189